# Laurent Perpère
Laurent Perpère dirige le bureau parisien du groupe Brunswick, spécialisé dans la communication financière, après une carrière de haut Fonctionnaire aux Finances puis dans l'industrie et les médias.

## Biographie
Il est né en 1951, agrégé de Lettres modernes, ancien élève de l'ENS (promotion  1972) et de l'ENA, promotion Droits de l'Homme (1981). Il fut tout d'abord Inspecteur des finances de 1981 à 1985, avant de passer dans le privé.
Au sein de Rhône-Poulenc, il a été chargé de la stratégie et du plan, à la division Chimie, de 1985 à 1987. Il a ensuite passé plusieurs années au sein du groupe Hachette, dirigeant notamment le journal "Le Provençal". Il rejoint Canal+ en 1993 pour diriger les finances de 1995 à 1998 puis l'international entre 1998 et 2003.
En parallèle, il est nommé président-délégué du Paris Saint-Germain à la suite de la démission de Charles Biétry. Sa mission principale au Paris Saint-Germain  était de résorber la dette du club, ce qu'il n'a pas réussi, mais le club fut vainqueur de la Coupe Intertoto 2001, vice-champion de France D1 2000, finaliste de la Coupe de la Ligue 2000 et finaliste de la Coupe de France 2003. Il est remplacé le 5 juin 2003 par Francis Graille.
En 2003, il rejoint le groupe Brunswick, spécialisé dans la communication financière, en tant que Senior Partner du bureau de Paris.